# Fackelrankesläktet
Fackelrankesläktet (Eccremocarpus) är ett släkte i familjen katalpaväxter med sex arter i Sydamerika. Arten fackelranka (E. scaber) odlas som ettårig utplanteringsväxt i Sverige.